# Scottish Division One 1893/94
Die Scottish Football League Division One wurde 1893/94 zum ersten Mal ausgetragen. Es war zudem die vierte Austragung der höchsten Fußball-Spielklasse innerhalb der Scottish Football League, in der der Schottische Meister ermittelt wurde. Sie begann am 12. August 1893 und endete am 2. Mai 1894. In der Saison 1893/94 traten 10 Vereine in insgesamt 18 Spieltagen gegeneinander an. Jedes Team spielte jeweils einmal zu Hause und auswärts gegen jedes andere Team. Es galt die 2-Punkte-Regel. Bei Punktgleichheit waren die Vereine (mit derselben Punktausbeute) gleich platziert.
Die Meisterschaft gewann zum insgesamt 2. Mal in der Vereinsgeschichte Celtic Glasgow. Der FC Renton, der keine Wiederwahl von den anderen Ligamitgliedern bekam, stieg in die Division Two ab. Torschützenkönig wurde mit 16 Treffern Sandy McMahon von Celtic Glasgow.

## Vereine
| Verein              | Stadt           | Stadion            |
| ------------------- | --------------- | ------------------ |
| Celtic Glasgow      | Glasgow         | Celtic Park        |
| FC Dundee           | Dundee          | Dens Park          |
| FC Dumbarton        | Dumbarton       | Boghead Park       |
| FC Renton           | Renton          | Tontine Park       |
| FC St. Bernard’s    | Edinburgh       | Powderhall Stadium |
| FC St. Mirren       | Paisley         | Westmarch          |
| Glasgow Rangers     | Glasgow         | Ibrox Park         |
| Heart of Midlothian | Edinburgh       | Tynecastle Park    |
| Leith Athletic      | Edinburgh-Leith | Beechwood Park     |
| Third Lanark        | Glasgow         | Cathkin Park       |

## Statistik

### Abschlusstabelle
| Pl. | Verein               | Sp. | S  | U | N  | Tore    | Diff. | Punkte |
| --- | -------------------- | --- | -- | - | -- | ------- | ----- | ------ |
| 1.  | Celtic Glasgow (M)   | 18  | 14 | 1 | 3  | 053:320 | +21   | 29:70  |
| 2.  | Heart of Midlothian  | 18  | 11 | 4 | 3  | 046:320 | +14   | 26:10  |
| 3.  | FC St. Bernard’s (N) | 18  | 11 | 1 | 6  | 053:390 | +14   | 23:13  |
| 4.  | Glasgow Rangers      | 18  | 8  | 4 | 6  | 044:300 | +14   | 20:16  |
| 5.  | FC Dumbarton         | 18  | 7  | 5 | 6  | 032:350 | −3    | 19:17  |
| 6.  | FC St. Mirren        | 18  | 7  | 3 | 8  | 049:470 | +2    | 17:19  |
| 6.  | Third Lanark         | 18  | 7  | 3 | 8  | 038:440 | −6    | 17:19  |
| 8.  | FC Dundee (N)        | 18  | 6  | 3 | 9  | 047:590 | −12   | 15:21  |
| 9.  | Leith Athletic       | 18  | 4  | 2 | 12 | 036:460 | −10   | 10:26  |
| 10. | FC Renton            | 18  | 1  | 2 | 15 | 023:570 | −34   | 04:32  |

| Zum Saisonende 1892/93 |                               |
| (M)                    | Meister des Vorjahres         |
| (P)                    | Pokalsieger des Vorjahres     |
| (N)                    | Neuaufgenommenes Ligamitglied |

## Wahlprozedere
Die Regularien der Scottish Football League sahen vor, dass sich am Saisonende die drei schlechtesten platzierten Teams zur Wiederwahl stellen mussten. Abgestimmt wurde auf der jährlichen Hauptversammlung der Scottish Football League, bei der zugleich über Neuaufnahmen entschieden wurde. Dieses Wahlsystem bestimmte bis 1922 die Auf- und Abstiegsregelung zwischen der Division One und Division Two.
| Verein              | # Stimmen | Ergebnis            | Division     |
| ------------------- | --------- | ------------------- | ------------ |
| FC Dundee           | 14        | wiedergewählt       | Division One |
| FC Clyde            | 14        | aufgenommen         | Division Two |
| Leith Athletic      | 8         | wiedergewählt       | Division One |
| FC Cowlairs         | 4         | nicht gewählt       | Division Two |
| FC Renton           | 3         | nicht wiedergewählt | Division One |
| Hibernian Edinburgh | 1         | nicht gewählt       | Division Two |

## Die Meistermannschaft von Celtic Glasgow
(Berücksichtigt wurden Spieler mit mindestens einem Einsatz)
| 1. | Celtic Glasgow |
|    | - Tor: Joe Cullen - Abwehr: John Curran, Dan Doyle, Tom Dunbar, James Kelly, Charlie McEleny, Jerry Reynolds - Mittelfeld: James Blessington, Fergus Byrne, Jim Cassidy, Joe Cassidy, Jimmy Davidson, Willie Maley, William McDonald, James McGinn - Angriff: Johnny Campbell, John Divers, Johnny Madden, Sandy McMahon - Trainer: n. b. |